# 保罗·罗西
保罗·罗西（義大利語：Paolo Rossi，1956年9月23日—2020年12月9日）是出生于義大利普拉托省的已故足球运动员。意大利足球历史最佳前锋之一。1982年，他帮助意大利国家足球队夺取西班牙世界杯冠军，总共打入6球并获得该届世界杯的金靴奖、及首屆世界盃金球獎，隨後又獲得1982年歐洲足球先生的榮譽。
在俱乐部生涯中，罗西先后效力于科木、维琴察、佩鲁贾、尤文图斯、AC米兰和维罗纳。在尤文图斯，他获得1984年欧洲优胜者杯和1985年欧洲冠军杯。此外，他还参加了1978年世界杯、1982年世界杯和1986年世界杯。罗西为意大利国家总共出场48次，打入20球。
2020年12月9日，羅斯因病逝世，享年64歲。

## 生平
羅西出身於義大利豪門尤文圖斯，但生涯早期因傷所苦，僅數次在盃賽中出賽，後來被租借小型俱樂部科木。租借期結束後他受到乙級球隊维琴察的招攬，也成為他生涯的轉捩點：原本主踢邊鋒的他，因隊上原本的先發中鋒受傷而改任前鋒，結果意外的踢出傑出成績：他協助球會升上甲組，並在升上甲組的首季射入24球。結果他被選入義大利國家隊。1979年維琴察降級，羅西亦轉投佩鲁贾。期間他被指涉及賭博醜聞，結果被罰停賽三年（後減刑二年），關於該事件，本人至今仍堅稱是無辜受牽連。
羅西在1982年世界杯舉行前不久復出，回歸老東家尤文圖斯，這也是他俱樂部生涯最輝煌的幾年，他和中場線上的博涅克及普拉蒂尼的攻擊火力極為驚人。1984年贏得歐洲杯賽冠軍杯，1985年更贏得歐洲聯賽冠軍杯，另外還贏得1982及1984年意甲聯賽冠軍。
踏入八十年代中期，羅西的職業生涯逐漸步入下坡，只能在小球隊效力，也沒有以前的高效率，結果1987年，年僅32歲的羅西宣佈退休。2004年3月，罗西被比利选入在世的125位最伟大足球运动员。
他的國家隊生涯則從1977年開始，他在維琴察的爆發讓國家隊教練把他選入1978年世界杯的國家隊名單，他在世界盃上表現傑出，以3球4助攻的成績在賽事最有價值球員中名列第二，也入選全明星隊，最後義大利獲得第四名。而兩年後在本土舉辦的歐洲盃他則因為被禁賽而缺席，義大利再次獲得第四名。
1981年，罗西復出後，被選入國家隊出戰1982年世界杯。其在決定四強資格的關鍵比賽中上演帽子戏法以3:2击败巴西，後來這場比賽被認為是歷來世界盃的經典之一。準決賽對上波蘭队時他又獨進兩球，對上西德的決賽中也有一球，最後以6球的成績贏得該屆世界杯神射手，並被評為賽事最有價值球員。之後雖然入選義大利1986年世界杯的名單，但完全沒有上場機會。
1987年，罗西退出意大利國家隊。1990年，後輩斯基拉奇在義大利本土舉辦的世界盃上進了6球，平了羅西在1982年西班牙世界盃創下的義大利球員單屆進球紀錄，他也一同獲得了該屆賽事最有價值球員的榮譽。
巔峰時期的羅西被認為是義大利史上最優秀的前鋒之一：體格不夠強壯、盤球過人技巧不優，但他速度極快，尤其是反應速度一絕，射門雖然不強但準度極高。雖然不是能一人突破防線的創造者，但只要中場球員能創造夠好的機會，他是門前把握力極高的終結者。
2020年12月9日，保罗·罗西去世，享年64岁。

## 榮譽
維琴察
- 義大利足球乙級聯賽冠軍：1976-1977年

尤文圖斯
- 義大利足球甲級聯賽冠軍：1981-82年，1983-84年
- 義大利盃冠軍：1982-83年
- 歐洲冠軍盃冠軍：1984-85年
- 歐洲盃賽冠軍盃冠軍：1983-84年
- 歐洲超級盃冠軍：1984年

義大利國家足球隊
- 世界盃冠軍：1982年

### 個人榮譽
- 義大利足球乙級聯賽神射手：1976–77年
- 義大利足球甲級聯賽神射手：1977-78年
- 世界盃銀球奬：1978年
- 世界盃金球奬：1982年
- 世界盃金靴奬：1982年
- 歐洲足球先生：1982年
- 《世界足球雜誌》世界最佳球員：1982年
- 《11人雜誌》金球奬：1982年
- 隊報國際最佳運動員奬：1982年
- 歐洲冠軍盃神射手：1982-83年
- 獲《世界足球雜誌》評選為20世紀最偉大的100名足球運動員之一
- 2004年獲國際足總列入在世的最偉大的125名足球員名單
- 金足傳奇奬：2007年
- 2016年入選義大利足球名人堂

## 传记
- Antonello Capone e Paolo Piani, Sponsor, in Marco Sappino (a cura di), Dizionario del calcio italiano, 1ª ed., Milano, Baldini & Castoldi, 2000.
- Calciatori ‒ La raccolta completa Panini 1961-2012, Vol. 2 (1985-1986), Modena, Panini, 2012.
- Calciatori ‒ La raccolta completa Panini 1961-2012, Vol. 3 (1986-1987), Modena, Panini, 2012.

## 外部連結
- Official website（页面存档备份，存于） （意大利文）